# 紐頓足球俱樂部
紐頓足球俱樂部（Newtown Association Football Club）是威爾士的一家足球俱樂部。球隊參加威爾士足球超級聯賽的賽事。俱樂部設立于1875年。

## 外部連結
- Official website （页面存档备份，存于）
- Newtown history and info from 1960, Keith Harding